# Jakub Nikonowicz
Jakub Nikonowicz (ur. 1990) – polski informatyk, doktor habilitowany nauk technicznych, adiunkt w Instytucie Telekomunikacji Multimedialnej Politechniki Poznańskiej. Specjalizuje się w przetwarzaniu sygnałów statystycznych oraz precyzyjnej synchronizacji w systemach rozproszonych.

## Wykształcenie i kariera naukowa
Jakub Nikonowicz uzyskał tytuł magistra inżyniera w zakresie elektroniki i telekomunikacji na Politechnice Poznańskiej w 2014 roku, a następnie stopień doktora nauk technicznych z wyróżnieniem w dziedzinie telekomunikacji na tej samej uczelni w 2019 roku za pracę pod tytułem Metoda detekcji stabilnego pola jako rozwinięcie metody detekcji energii nieznanych sygnałów. 25 czerwca 2024 roku otrzymał stopień doktora habilitowanego nauk inżynieryjno-technicznych w dyscyplinie informatyka techniczna i telekomunikacja za cykl artykułów zatytułowany Nowe metody statystycznego przetwarzania sygnałów na potrzeby ślepej detekcji w systemach komunikacyjnych i technologiach bezpieczeństwa następnych generacji.
W 2017 roku odbył półroczny staż naukowy w ramach wymiany doktorskiej na Mittuniversitetet, gdzie zajmował się tematyką bezprzewodowych sieci czujnikowych.
Jest autorem kilkunastu publikacji w recenzowanych czasopismach i materiałach z konferencji międzynarodowych. Aktywnie uczestniczył w kilku projektach badawczych, w tym zarządzał grantami dla młodych naukowców oraz pełnił funkcję współkierownika w międzynarodowym konsorcjum badawczym. Jego zainteresowania badawcze obejmują statystyczne przetwarzanie sygnałów, ze szczególnym uwzględnieniem technologii komunikacyjnych i bezpieczeństwa nowej generacji.

## Doświadczenie zawodowe
W latach 2014–2016 Jakub Nikonowicz pełnił funkcję asystenta kierownika projektu przy realizacji centralnych systemów zarządzania budynkami. W okresie 2016–2021 współpracował jako wykonawca przy wdrażaniu zaawansowanych rozwiązań synchronizacyjnych dla jednego z największych operatorów telekomunikacyjnych w Polsce.